# Reserva de la Biosfera de Jabal Moussa
La Reserva de la Biosfera de Jabal Moussa (RBJM) es una reserva de la biosfera reconocida por la Unesco ubicada en el distrito de Kesrouan en el Líbano. Jabal Moussa y las aldeas circundantes forman parte de la Red Mundial de Reservas de Biosfera de la UNESCO en el marco del Programa sobre el Hombre y la Biosfera desde 2009.
La Reserva de la Biosfera de Jabal Moussa está situada en el distrito de Kesrouan, a 50 km de la capital del país, Beirut, y delimitada por los ríos Nahr Ibrahim desde el lado Norte y Nahr el-Dahab desde el lado Sur.

## Geografía
Ubicada sobre la vertiente occidental del monte Líbano. La reserva cubre una superficie de 6500 hectáreas, a una altitud comprendida entre 350 metros al noroeste y 1 700 metros al sudeste.
El área de la reserva es de 6.500 hectáreas (ha) en total, divididos en 3 zonas:
- zona núcleo terrestre: 1.250 ha (19%)
- zona tampón terrestre: 1.700 ha (26%)
- zona de transición terrestre: 3.550 ha (55%)
Mientras en el área protegida (1.250 ha) se desarrollan actividades de investigación y ecoturismo científico, en la zona tampón (1.700 ha) se llevan a cabo actividades humanas como la tala y la recolección de plantas medicinales y aromáticas. Por último, en la zona de transición (3.550 ha) se practica la agricultura tradicional, pastoreo y actividades recreativas.
Los principales municipios/pueblos son Yahchouch, Qehmez, Jouret el Termos, Nahr ed Dahab/Mchati, Ghbaleh, Ebreh y Chouwan.

## Biodiversidad
La reserva de la Biosfera de Jabal Moussa presenta una biodiversidad rica, con más de 724 especies de flora, 25 especies de mamíferos y más de 137 especies de aves migratorias y en auge. En 2009, Jabal Moussa fue designado como un área importante para la conservación de aves.
Sobre la flora: De las más de 720 especies que crecen en la zona, 26 son endémicas a escala nacional, y 6 son endémicas específicamente de la cuenca Jabal Moussa y Nahr Ibrahim: Alkanna leiocarpa, Rosularia kesrouanensis, Pentapera sicula libanotica, Vicia narbonensis libani, Salvia peyronii y Cyclamen libanoticum.
Sobre la fauna: de 83 especies de aves, 7 de las cuales están amenazadas, y ser un lugar de descanso de muchas especies migratorias. Anidando en sus bosques o en sus laderas rocosas se localizan pequeñas aves como el herrerillo común (Parus caeruleus), entre otras; grandes rapaces como el águila culebrera (Circaetus gallicus), entre otras. En ciertas ocasiones del año comparten territorio con las migratorias como el mosquitero silbador (Phylloscopus sibilatrix), el ruiseñor ruso (Luscinia luscinia) o el bisbita arbóreo (Anthus trivialis) en su ruta desde Europa hacia el norte de África o la India. En se contabilizan hasta 14 especies de mamíferos de las cuales 8 están regionalmente amenazadas y 6 en peligro de extinción.

## Actividades humanas

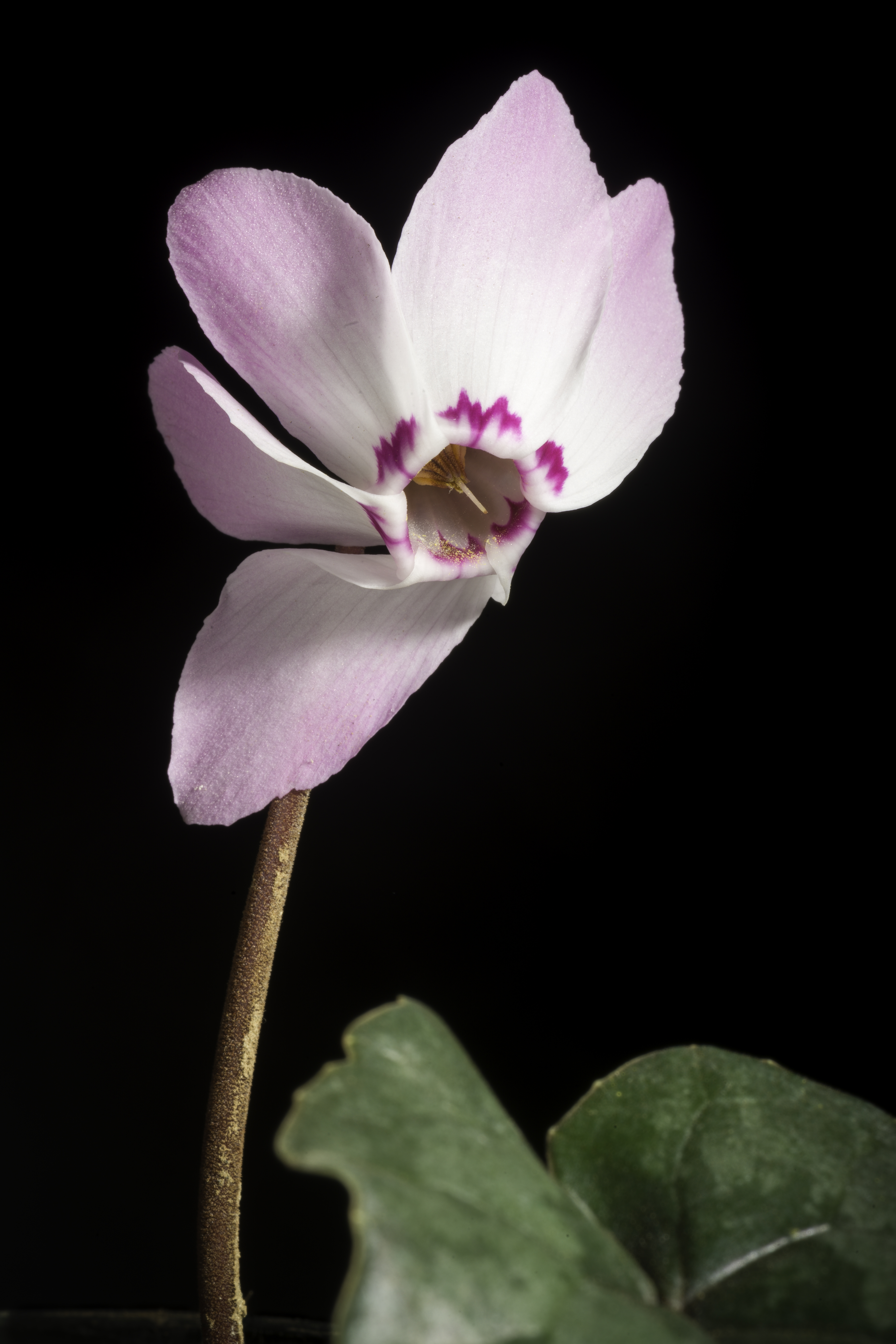
Cyclamen libanoticum de Jabal Moussa de la parte del valle del río Ibrahim, Líbano.

Con el fin de permitir a las poblaciones locales su desarrollo económico, se ha autorizado la minería artesanal del carbón. Se evita el turismo, y se ha limitado la urbanización alrededor de la reserva como prioridad.

## Cultura
También es rica en patrimonio cultural, la reserva retrata la interdependencia del hombre y la naturaleza a lo largo de la historia a través de varios sitios espirituales e históricos que datan de los períodos fenicio, romano y otomano.
Entre el patrimonio cultural más remarcable de Jabal Moussa destacan en los restos hallados de la antigua calzada romana y en las inscripciones de Adriano, además de las antiguas casas y cisternas.